# كلمات إنجليزية بدون حروف علة
يمثل الهجاء الإنجليزي عادةً اصوات العلة مع الحروف الخمسة التقليديه عدا حرف (y) الذي قد يعتبر  حرف ساكن وفقا لسياق النص ومع ذلك،  بعيدا عن الاختصارات  هناك عدد قليل من اكلمات اللغة الإنجليزية لا تحتوي على احرف العلة اما لأن اصوات الحروف المتحركة لا تُكتب بأحرف العلة أو لأن الكلمات نفسها تنطق بدون اصوات حروف العلة

## كلمات تُكتب بدون حروف العلة
هناك عدد قليل جدًا من الكلمات المعجمية بدون حروف العلة. أطول كلمة معجمية هي tsktsks ،  تُنطق ‎/ˌtɪskˈtɪsks/‏ . مصطلح حسابي (متعلق بالرياضيات) nth ‎/ˈɛnθ/‏ ، كما هو الحال في ‎/ˈɛnθ/‏ إلى الدرجة n ، هو شائع الاستخدام إلى حد ما. مصطلح حسابي آخر بدون حروف العلة هو RNG ‎/ˈrʌŋ/‏ والمستمدة من حلقة أو دائره بحذف الحرف ⟨i⟩ كما ان هناك مثال أكثر غموضاً هو (ln).
قد تحتفظ الأسماء الصحيحة من اللغات الأخرى، مثل اللقب (Ng), بالتهجئة الاصلية، حتى إذا تم نطقها بأحرف العلة.
في اللغة الانجليزية متوسطة الفترة، لم تكن هناك هجاء القياسية، ولكن ⟨w⟩ كان يستخدم أحيانا لتمثيل إما حرف علة أو بصوت ساكن في بنفس الطريقة التي اللغة الإنجليزية الحديثة الحال مع ⟨y⟩ ولا سيما خلال 14 و 15 قرون. هذا مؤلف من حروف علة ⟨w⟩ ممثلة عام ‎/uː/‏   كما هو الحال في WSS («الاستخدام»). ولكن في ذلك الوقت لا يزال يُستخدم في بعض الاحيان لتمثيل الدوغراف (حرفان يمثلان صوتاً مفرداً الحرف (w) ليس حرف منفصل. هذه الممارسة موجودة في اإملاء الويلزي الحديث حيث تُستخدم الكلمات المستعارة من الويلزية حرف (w) بهذه الطريقة مثل:
- و crwth [6] (تُنطق ‎/ˈkrʊθ/‏ أو ‎/ˈkruːθ/‏ وأيضا cruth مكتوبة باللغة الإنجليزية) هو أداة الويلزية الموسيقية على غرار الكمان: [7]

انه معقد القوافي، لموسيقى crwth و pibgorn. 
- cwtch (مكان للاختباء أو حفرة حجيرة) هي أيضًا من اللغة الويلزية (وإن كانت كلمة حديثة تتأثر باللغة الإنجليزية، وتستخدم بشكل حصري تقريبًا في صيغة اللغة الإنجليزية المتحدّث بها في ويلز، وليس في اللغة الإنجليزية القياسية)، و crwth و cwtch هي أطول قاموس إنجليزي. كلمات بدون ⟨a, e, i, o, u, y⟩ وفقًا لقاموس Collins.[9]
- يتم استخدام cwm [10] (يُنطق ‎/ˈkuːm/‏) باللغة الإنجليزية في سياق جغرافي تقني أو تسلق الجبال ليعني وجود جوفاء عميقة في منطقة جبلية، عادةً مع حواف شديدة الانحدار على بعض الجوانب، مثل corrie أو cirque ، مثل Western CWM من جبل ايفرست. يتم استخدامه أيضًا في بعض الأحيان، عن طريق الاقتراض الأكثر حداثة من ويلز، بمعنى عام (للوادي). هجاء كومب، كومب، كومس، ومشط تأتي من الإنجليزية القديمة cumb، [11] والذي يظهر إما أن يكون قبل ذلك بكثير الاقتراض من سلف الويلزية الحديثة، أو أن يكون لها أصل حتى في وقت سابق، نظرا إلى أن هناك القديمة الكلمة اليونانية κὑμβη (kumbē) تعني وعاء مجوف.[12] في الأدب الإنجليزي، ويمكن للمرء أن يجد هجاء كومب (كما هو الحال في إلفراكومب وقلعة كومب)، كومس (كما هو الحال في تولكين) أو مشط (كما هو الحال في ألفريد لورد تينيسون).

هناك أيضا العديد من تخلات صوتية غير الواضحة، والعثور على المحاكاة الصوتيه أكثر أو أقل في كثير من الأحيان، بما في ذلك BRR ، bzzt ، grrr ، hm ، hmm ، mm ، mmm ، mhmm ، pfft ، pht ، phpht ،  psst ، sh ، shh ، zzz .

## كلمات بدون أصوات حروف العلة
يمكن ان نجد اشكال ضعيفة من الكلمات بدون حروف العلة مثل كلمة (يمكن ان اذهب) ‎[aɪ kŋ̍ ˈɡoʊ]‏ و (يجب أن أبيع) ‎[aɪ ms̩ ˈsɛl]‏. تنعكس بعض هذه الأشكال في الإملاء على شكل تقلصات أو تقصير، مثل ' s و ' ll ' و ' d ' و ' not ' . (هذه يمكن أن تستدعي حروف العلة المقطعية.)